# The Fair Store
The Fair Store was een discountwarenhuis dat in 1874 werd opgericht in de Amerikaanse stad Chicago, Illinois. 

## Geschiedenis
Oprichter Ernst J. Lehmann koos de naam "The Fair Store" omdat hij vond dat "de winkel leek op een kermis omdat er veel verschillende dingen te koop werden aangeboden tegen een lage prijs."  Lehmann kocht en verkocht alleen goederen op basis van contant geld; hij hanteerde oneven prijzen (dat wil zeggen, prijzen die niet in veelvouden van vijf cent waren) om klanten bij elke aankoop een paar cent te besparen. De vlaggenschipwinkel verhuisde in 1875 naar de hoek van State Street en Adams Street; in 1897 werd op die plek een modern gebouw van twaalf verdiepingen voor de winkel voltooid. 
De Fair Store positioneerde zichzelf begin 1900 als discountwarenhuis. In 1915 publiceerde de winkel een boekje met de tekst: "The Fair Store is nog steeds, zoals het altijd is geweest en ongetwijfeld altijd zal zijn, de winkel van het volk, het winkelcentrum in het centrum voor de spaarders, de marktplaats voor de zuinigen." In 1925 werd de zaak verkocht aan een syndicaat onder leiding van S.S. Kresge (de voorloper van Kmart). Onder S.S Kresge werden vestigingen geopend aan de Milwaukee Avenue (1929), in Oak Park, Illinois (1929), in het Evergreen Plaza Shopping Center (1952) en in het Old Orchard Shopping Center (1956). 
In 1957 kocht Montgomery Ward de vlaggenschipwinkel aan State Street, evenals de vestigingen Oak Park, Evergreen Plaza en Old Orchard van het S.S. Kresge-syndicaat om zo zijn activiteiten in Chicago uit te breiden. In tegenstelling tot veel andere retailers had Montgomery Ward zich na de Tweede Wereldoorlog niet direct beziggehouden met de bouw van nieuwe filialen. In eerste instantie behielden deze winkels de Fair-naam en in 1962 werd er nog één Fair Store geopend, in Randhurst Mall. Deze was echter ook de eerste die de naam Montgomery Ward kreeg, in augustus 1963. De andere locaties werden in 1964 omgedoopt tot Montgomery Ward. Het vlaggenschipgebouw aan State Street werd in 1984 gesloten en in 1985 gesloopt. Hoewel er een nieuw gebouw was gepland op het waardevolle perceel, bleef dit tot 2001 braak liggen. 